# Ernest Dubac
Ernest Dubac (Osijek, 15 febbraio 1914 – 27 febbraio 1985) è stato un calciatore jugoslavo.

## Palmarès

### Club

#### Competizioni nazionali
- Campionato jugoslavo: 1

BSK Belgrado: 1938-1939